# Ernst Wilhelm Kohls
Ernst Wilhelm Kohls (* 24. Oktober 1931 in Stettin; † Juli 2001) war ein deutscher Theologe und Kirchenhistoriker.
Von 1954 bis 1958 studierte Ernst Wilhelm Kohls Evangelische Theologie in Erlangen und Göttingen. Von 1962 bis 1966 war er wissenschaftlicher Assistent bei Wilhelm Maurer in Erlangen.  1962 erfolgte an der Friedrich-Alexander-Universität Erlangen-Nürnberg seine Promotion zum Dr. theol. Er erhielt 1966 die Venia legendi für das Fach Historische Theologie. 1967 wurde er in der Evangelischen Landeskirche Hannover ordiniert und im selben Jahr zum Universitätsdozenten in Erlangen ernannt. 1969 wurde er Wissenschaftlicher Rat und Professor für Historische Theologie an der Philipps-Universität Marburg. Er wurde 1994 pensioniert.
Seine Forschungsschwerpunkte waren u. a. Untersuchungen zu Martin Luther und Martin Bucer, zum Verhältnis von Reformation und Humanismus sowie zur südwestdeutschen Reformationsgeschichte.
Ernst Wilhelm Kohls war seit den Jahren der Studentenbewegung von 1968  in einer Weise seelisch belastet, die ihm ein Forschen und Lehren im herkömmlichen Sinn nicht mehr ermöglichte.